# ハウ・ロング
「ハウ・ロング」（How Long）は、J.D.サウザーが作詞作曲し、1972年に発表した楽曲。

## 概要
J.D.サウザーのデビュー・アルバム『John David Souther』に収録された。ベトナム戦争に対する反戦歌である。
2007年、イーグルスがアルバム『ロング・ロード・アウト・オブ・エデン』の中でカバーし、シングルカットした。